# Rio Itapocuzinho
Le rio Itapocuzinho est une rivière brésilienne du nord de l'État de Santa Catarina.
Il se jette dans le rio Itapocu et fait partie du bassin hydrographique littoral de l'État.

## Étymologie
Itapocuzinho est l'association d'Itapocu, d'origine tupi mais de signification incertaine (voir Rio Itapocu#Étymologie), et de -zinho, suffixe diminutif portugais.